# Welcome Nunatak
Welcome Nunatak ist ein relativ kleiner, aber sehr markanter konischer Nunatak, der nahezu isoliert liegt. Er befindet sich südlich des Minnesota-Gletschers und nördlich der Reuther-Nunatakker in den Founders Peaks in der westantarktischen Heritage Range. Der östlich des Nunataks fließende Gowan-Gletscher trifft nordöstlich des Welcome Nunatak auf den Minnesota-Gletscher.
Seinen Namen erhielt der Nunatak von der geologischen Expedition der University of Minnesota, die das Gebiet im Sommer 1963/64 erkundete. Für die Mitglieder der Expedition, die Motor-Toboggans zur Fortbewegung nutzten, war der Nunatak ein willkommener (englisch welcome) Anblick, da er bedeutete, dass sie nun schon fast in ihrem Basislager an den Camp Hills angekommen waren.